# Qraqeb

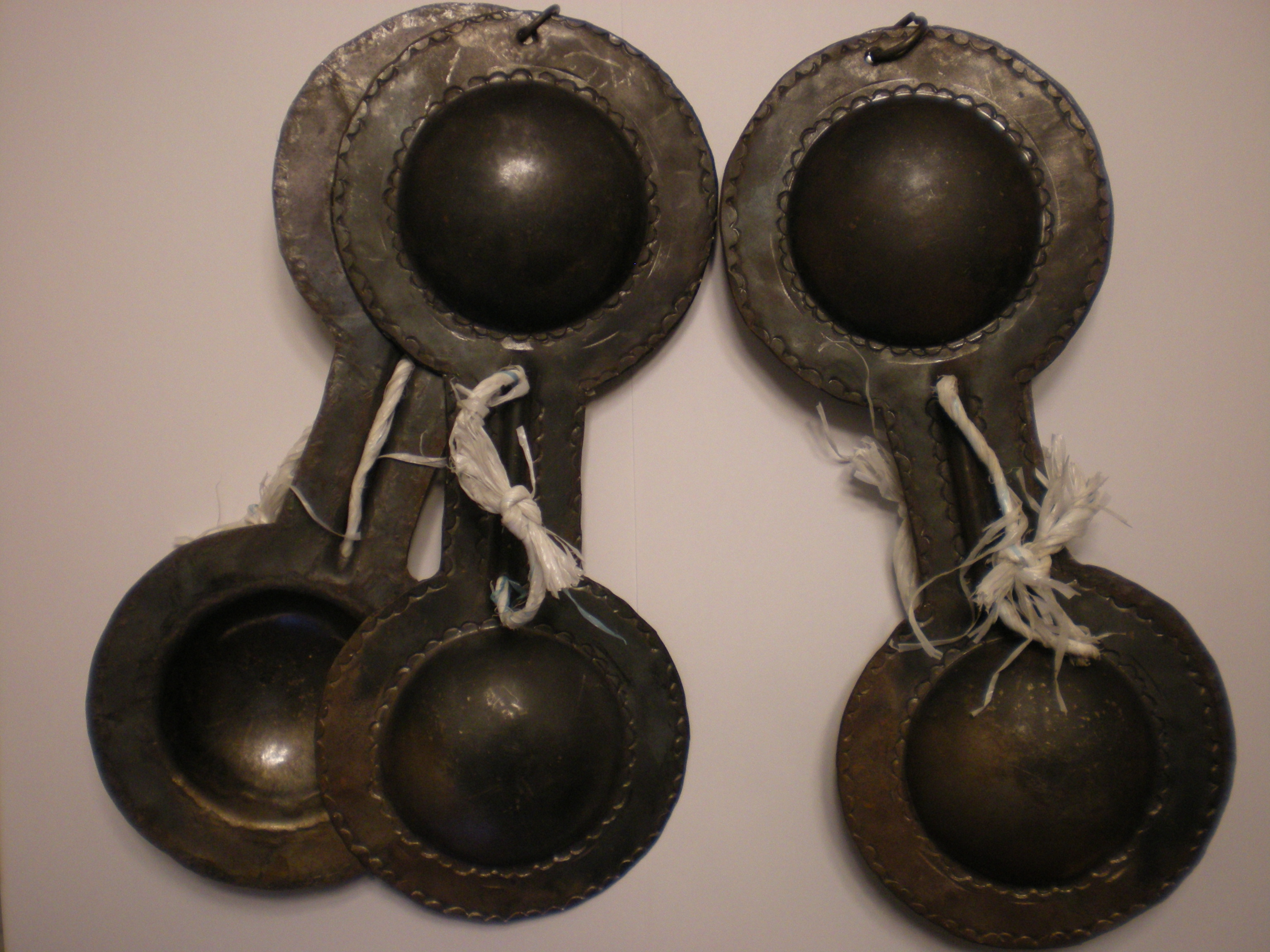
Une paire de qraqeb

Les qraqeb, qraqesh, krakeb, karkabous, qarqabous, karkabat ou chqacheq (arabe : قْرَاقَب) sont des instruments de percussions idiophones maghrébins. C'est un genre de castagnettes utilisé par les Haratines et les Chouachines dont les Gnaouas, assez similaires aux anciens crotales.

## Dénominations
L'instrument porte différents noms selon la région.
En Tunisie on retrouve le nom de shqasheq ou chqacheq (en arabe tunisien : شقاشق) .

## Facture
Généralement en fer battu, mais des variétés en bois existent, les qraqeb sont des castagnettes montées sur un manche, ayant la forme d'une cuillère à double embout, de 20 à 30 cm de long.

## Jeu

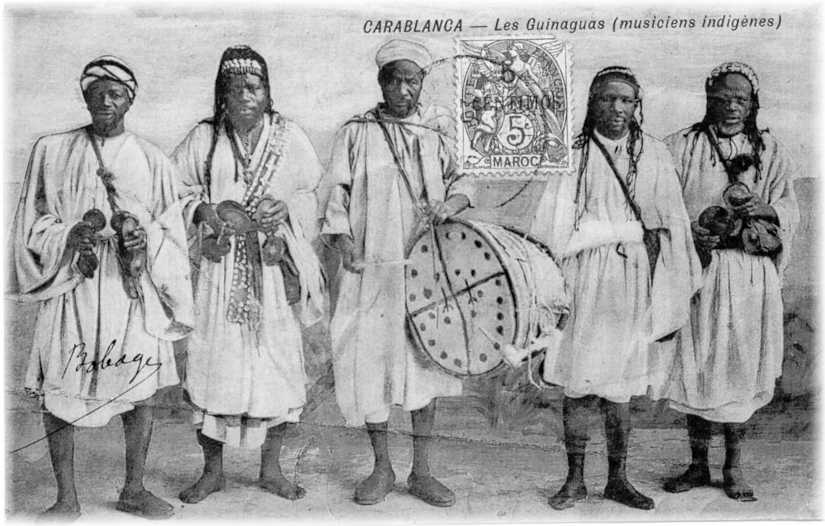
Des gnaouis jouant aux qraqeb (2 à gauche et 1 à droite).

Chaque exécutant utilise deux paires, et les entrechoque par des mouvements d'ouverture-fermeture. Ces quatre qraqeb sont très sonores et rythment la musique gnaoui jouée sur le guembri.
En Tunisie dans le genre musical stambali ou stambeli, les castagnettes dites chqacheq sont traditionnellement faites de fer ou de cuivre noir.